# Parc Nacional del Río Abiseo
El Parc Nacional del Río Abiseo està ubicat al Perú, al Departament de San Martín, província de Mariscal Càceres, capital Juanjuí, Districte de Huicungo sobre una de les escasses zones encara despoblades dels Andes. El Parc Nacional Río Abiseo s'estén abastant la totalitat de la conca del riu que li dona el seu nom i correspon a l'ecorregió de les yungas del Perú. Està inscrit a la llista del Patrimoni de la Humanitat de la UNESCO des del 1990.